# トルーマン・ドクトリン
トルーマン・ドクトリン（Truman Doctrine）とは、アメリカ合衆国が「武装少数派、あるいは外圧によって試みられた征服に抵抗している、自由な民族」を支援するとした、当時のアメリカ合衆国大統領ハリー・S・トルーマンによる共産主義封じ込め政策（Containment）である。実質的な冷戦の始まりとされる。
トルーマンは、1947年3月12日に議会への特別教書演説で宣言を行った。それはギリシャ内戦を始めとする共産主義に抵抗する政府の支援を特に目指した。トルーマンは、もしギリシャとトルコが必要とする援助を受けなければ、ヨーロッパの各地で共産主義のドミノ現象が起こるだろうと主張した。
トルーマンは、1947年5月22日に法律に署名し、トルコとギリシャへの総額4億ドルの軍事と経済援助を行った。

## 歴史的意義
トルーマン・ドクトリンが宣言された背景として、以前からギリシャ内戦に介入してきたイギリスが、その負担の重さからこれ以上介入を続けられなくなったことがある。
まず、アメリカがモンロー宣言以来の孤立主義と訣別し、南北アメリカ大陸以外の諸地域、とくに合衆国が伝統的には距離を置いてきたヨーロッパにも積極的に介入を進めていくという点。そしてそれは即ち、ギリシャ内戦中に英領インド（のちのインドやパキスタン・バングラデシュなど）を手放すなど斜陽化が進むなかで国際情勢に積極的に介入してきたイギリスに代わり、第二次世界大戦では連合国の盟主を務めたアメリカが世界の紛争に介入するという点、つまり「パックス・ブリタニカ」の終焉と「パックス・アメリカーナ」の到来（同時にそれは東側諸国にとっては「パックス・ソヴィエティカ」であった）。この2点を事実上、世界に宣言したことが、トルーマン・ドクトリンの重要な意義である。
アメリカ国内の保守派の受け止め方は様々であった。伝統主義者はトルーマン・ドクトリンを海外への非介入主義を破るものとして冷ややかに見ていたが、より積極的な反共主義者の中にはトルーマン・ドクトリンを共産圏を封じ込めるだけで過度に追い詰めないものとして批判し、ソ連に対する先制攻撃（予防的戦争）を主張する者もあった。

## 文献情報
- 「東西冷戦における米ソコミュニケーションとレトリック」堅田義明（NUCB journal of economics and information science2003-07-01）